# إباحية غاضبة
الإباحية الغاضبة (بالإنجليزية: Outrage porn)‏، هي نوع من الوسائط الاجتماعية المصممة خصيصا لاستفزاز المشاهدين، وإثارة الغضب، بهدف زيادة عدد المشاهدات على الإنترنت، أو المتابعة عبر الإنترنت. حيث تمت صياغة مصطلح «الإباحية الغاضبة» في عام 2009 من قبل رسام الكاريكاتير السياسي، وكاتب المقالات، «تيم كرايدر»، من صحيفة نيويورك تايمز.

## نظرة عامة
نسب استخدام المصطلح لأول مرة، إلى «تيم كريدر» في مقال نشر في صحيفة نيويورك تايمز، في يوليو 2009، حيث قال كريدر:
.

قام «كريدر» بالتمييز بين الغضب الحقيقي، والمواد الإباحية عن الغضب بقوله:
كما يلاحظ: «هذا يبعدنا عن الألم الحقيقي، ألم الرحمة، والتعاطف، والعمل الجاد، وبالتالي المزيد من الفوضوية».
كما تم استخدام المصطلح بشكل متكرر، من قبل الناقد الإعلامي في الأوبزرفر، ريان هوليداي. في كتابه الذي صدر عام 2012 بعنوان (ثق بي، أنا كاذب)، حيث وصف هوليداي (صيحة الاستفزاز الإباحية)، بأنها «مصطلح أفضل»، «لجدال مصنوع عبر الإنترنت»، لوصف حقيقة أن «الأشخاص يحبون التبول، بقدر ما يعجبهم الإباحية الفعلية».
أما في الاستخدام العام، فمصطلح «الإباحية الغاضبة»، هو مصطلح، يستخدم لشرح الوسائط التي يتم إنشاؤها، ليس من أجل توليد التعاطف، بل للتسبب في الغضب بين مستهلكيه. ويتميز بالغضب غير الجاد، والسخط، دون مساءلة شخصية أو التزام.
غالبًا ما يتم تحفيز وسائل الإعلام، على التظاهر بالغضب، لأنها تثير على وجه التحديد العديد من السلوكيات الأكثر ربحا على الإنترنت، بما في ذلك ترك التعليقات، وتكرار مشاهدة الصفحات، والمشاركة الاجتماعية، والتي تستفيد منها هذه المنافذ. Salon و Gawker والمواقع التابعة لها، تم الإشارة إلى إساءة استخدام التكتيك. كما تم وصف وسائل الإعلام التقليدية، بما في ذلك الأخبار التلفزيونية، ومنافذ الراديو الحوارية، بأنها تعمل في وسائل الإعلام الغاضبة.